# Tabanus tenuifrons
Tabanus tenuifrons är en tvåvingeart som beskrevs av Datta och Chakraborti 1985. Tabanus tenuifrons ingår i släktet Tabanus och familjen bromsar. Inga underarter finns listade i Catalogue of Life.